# Tarta
Una tarta és una varietat de pastís tradicionalment rodó compost d'una o més capes de pasta de gust dolç cuita al forn, farcida i decorada amb crema de pastisseria, trufa de xocolata, crema batuda, fruita, xocolata o altres ingredients.
Les tartes combinen normalment una certa mena de subproducte del blat, un agent edulcorant (comunament sucre), un agent astringent (generalment ou, encara que el gluten o el midó és utilitzat sovint pels vegans), grassa (generalment oli, mantega o margarina, encara que es pot substituir per un puré de fruita per a evitar usar greix), un líquid (llet, aigua o suc de fruita), sabors i d'una forma de llevat.
Sovint, la tarta se serveix per a les ocasions cerimonials, particularment les noces o les festes d'aniversaris. En algunes tradicions, la núvia i el nuvi tallen primer el pastís, que se sol distribuir en diversos nivells. Per als aniversaris, una tarta, sovint amb inscripcions i decoracions figuratives, es cobreix amb espelmes, que són apagades després que el celebrant hagi fet un desig.
Les tartes més petites es diuen cassoletes (tartaletas en castellà, tartelettes en francès).

## Etimologia
El mot tarta ve del francès “tarte”  atestat al segle XII. La seva etimologia és incerta: probablement és una variant de “torte”, del llatí torta (coca rodona), passat al llatí medieval torta, tarta, turta', el·lipsi de torta panis (“pa rodó”).

## Composició

### Pasta
La majoria dels pastissos es fan amb farina de blat i, per tant, gluten que s'ha d'emprar amb una cura especial per a assegurar-se que els pastissos no adquireixin una textura pastosa. Els ingredients del pastís es mesclen el menys possible una vegada que s'ha afegit la farina. Això marca la diferència dels articles robustos fets amb la farina com ara el pa, en què el secret està en agitar el gluten tant com sigui possible. Les tartes consisteixen sovint en batre els ous i en l'addició d'agents llevadors, com ara llevat en pols, per a produir-hi bombolles de gas. Això és el que fa de la tarta una menja tradicionalment molla i esponjosa.
Els ingredients típics per a fer una tarta són farina de blat, ous, oli, aigua, llevat químic, extracte de vainilla, i sucre. Sovint, s'utilitza farina suau, perquè té menys gluten que la farina dura de pa o la farina normal. El cacau en pols o la xocolata s'afegeixin per a fer una tarta de xocolata. Per a la confecció, s'utilitza mantega o olis de gust lleuger. Els olis de gust fort com ara l'oli d'oliva no s'utilitzen generalment puix que es poden amagar el gust d'altres ingredients.

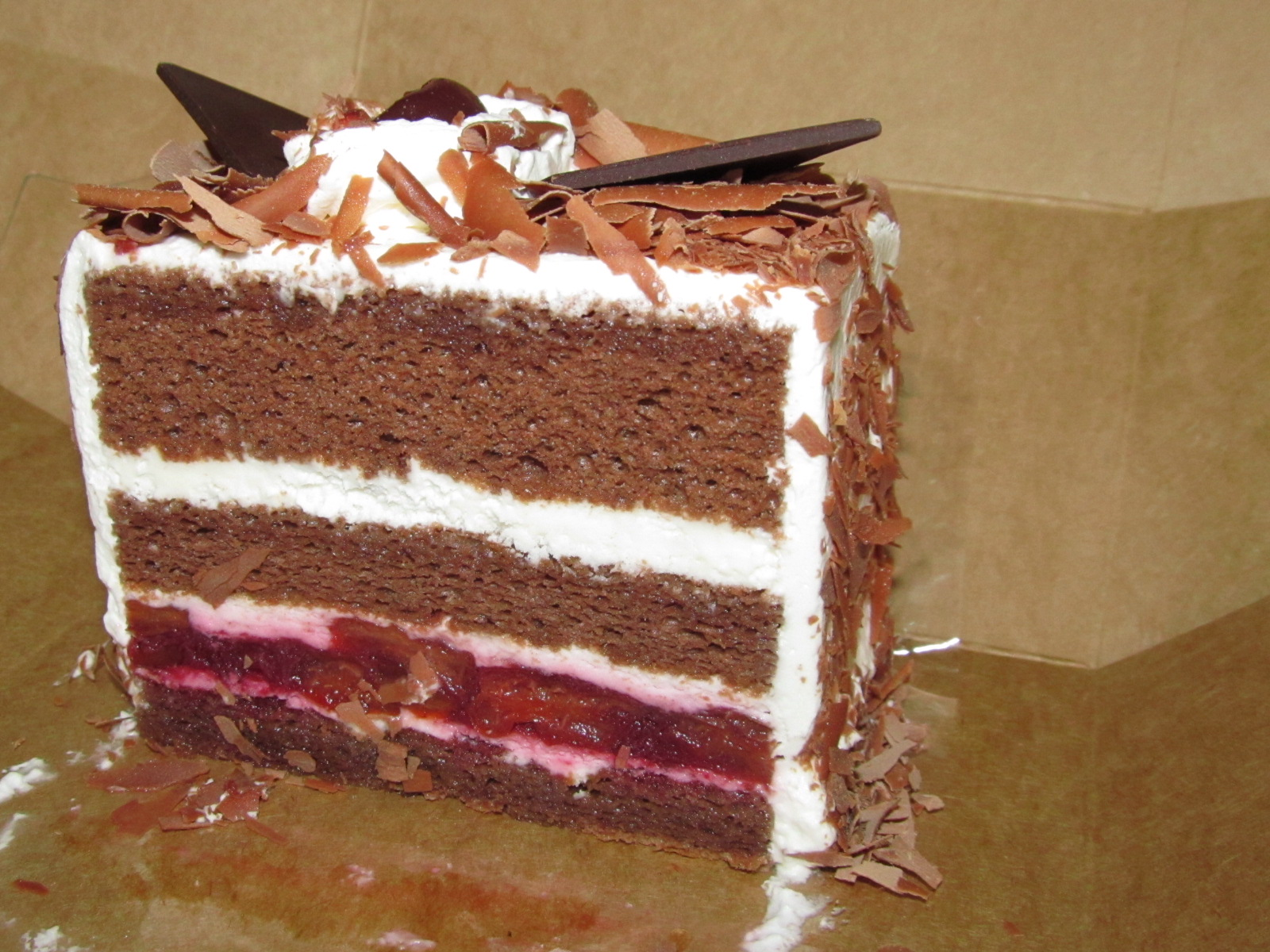
El clàssic pastís de la Selva Negra (schwarzwälder kirschtorte) alterna capes de bescuit amb melmelada de cireres i crema batuda.

Una tarta no n'és pas una sense un bon farciment que és el que més determinarà el caràcter d'aquesta. Entre els farciments més habituals hi ha la crema batuda, la crema de pastisseria, diverses menes de melmelada, crema de xocolata, i tantes altres coses. Sense farciment ni decoració no seria més que un simple bescuit.
La tarta se sol tallar horitzontalment en dues o tres parts, afegint una o dues capes de farciment entre aquestes. Si s'usen dos o més capes de farciment, no és necessari d'usar el mateix farciment en les dues capes, encara que s'atén al fet que la combinació de gusts sigui encertada.

### Ornamentació

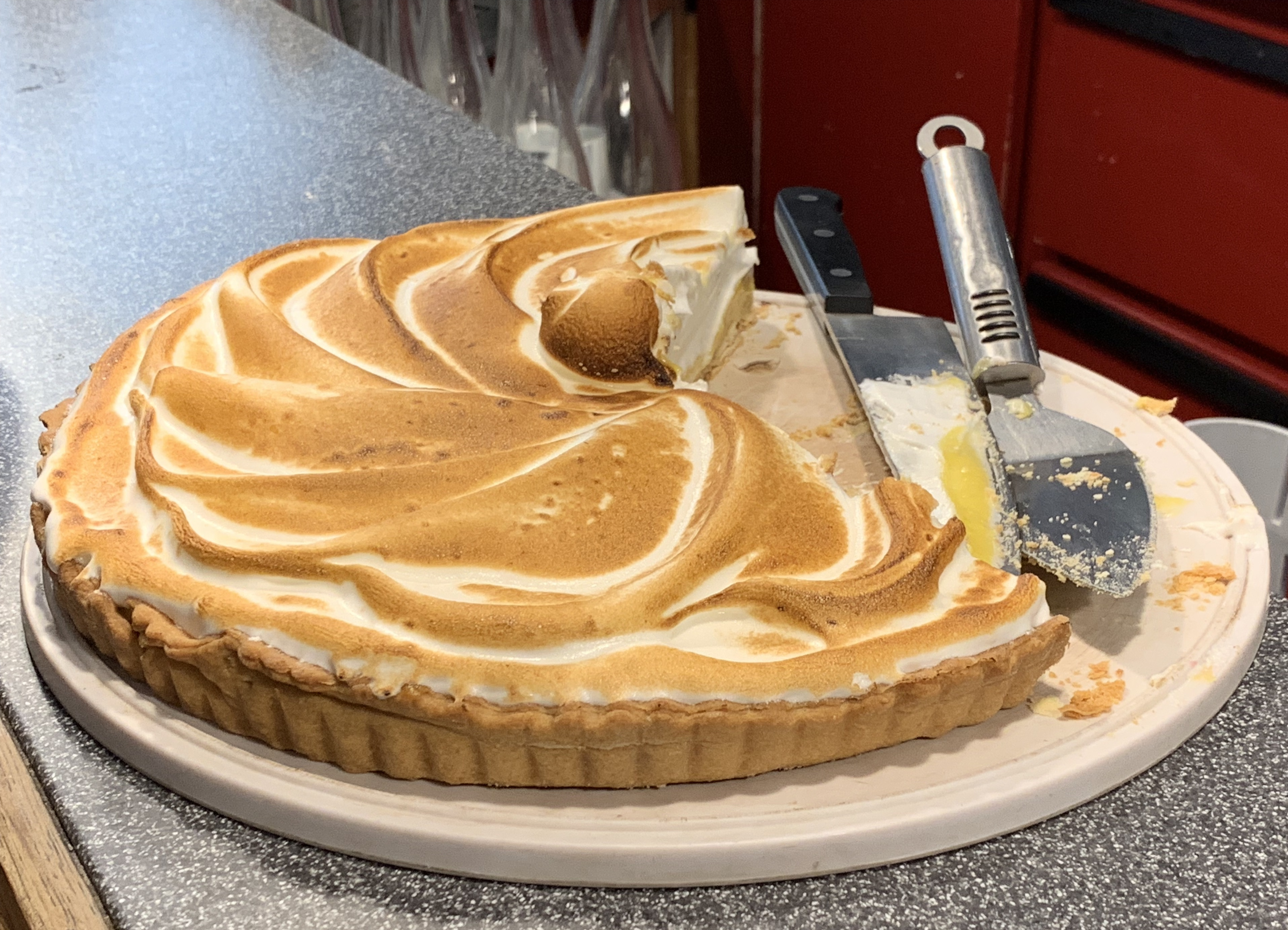
Ornamentació d'un pastís de llimona amb merenga.

Una vegada feta i omplida la tarta, se sol decorar per a donar-li el caràcter adequat per a la situació en què serà degustada.
Les decoracions més simples inclouen adornaments de crema de llet o merenga italiana fets amb la mànega de pastisseria, guindes o altres fruites gebrades, fideus de xocolata, etc.
Les més elaborades usen fondant per a crear motius, dibuixos més o menys complexos, i fins i tot figures en tridimensionals.

### Altres versions
- Es poden substituir la mantega i el sucre per oli vegetal i sucralosa o estèvia, per a reduir les calories o per a règims dietètics.
- La farina de blat es pot substituir per farina d'arròs o fècula de blat de moro, les quals no contenen gluten i poden ser consumides per celíacs. En aquest cas ha d'usar-se goma guar com a aglutinant, puix que el gluten és el responsable de l'esponjositat de la pasta.
- Els ingredients es poden reemplaçar totalment per llaminadures. Aquestes versions, molt alegres i acolorides, es coneixen com a tartes de llaminadures, utilitzades en aniversaris i esdeveniments, principalment en les comunions.

## Galeria

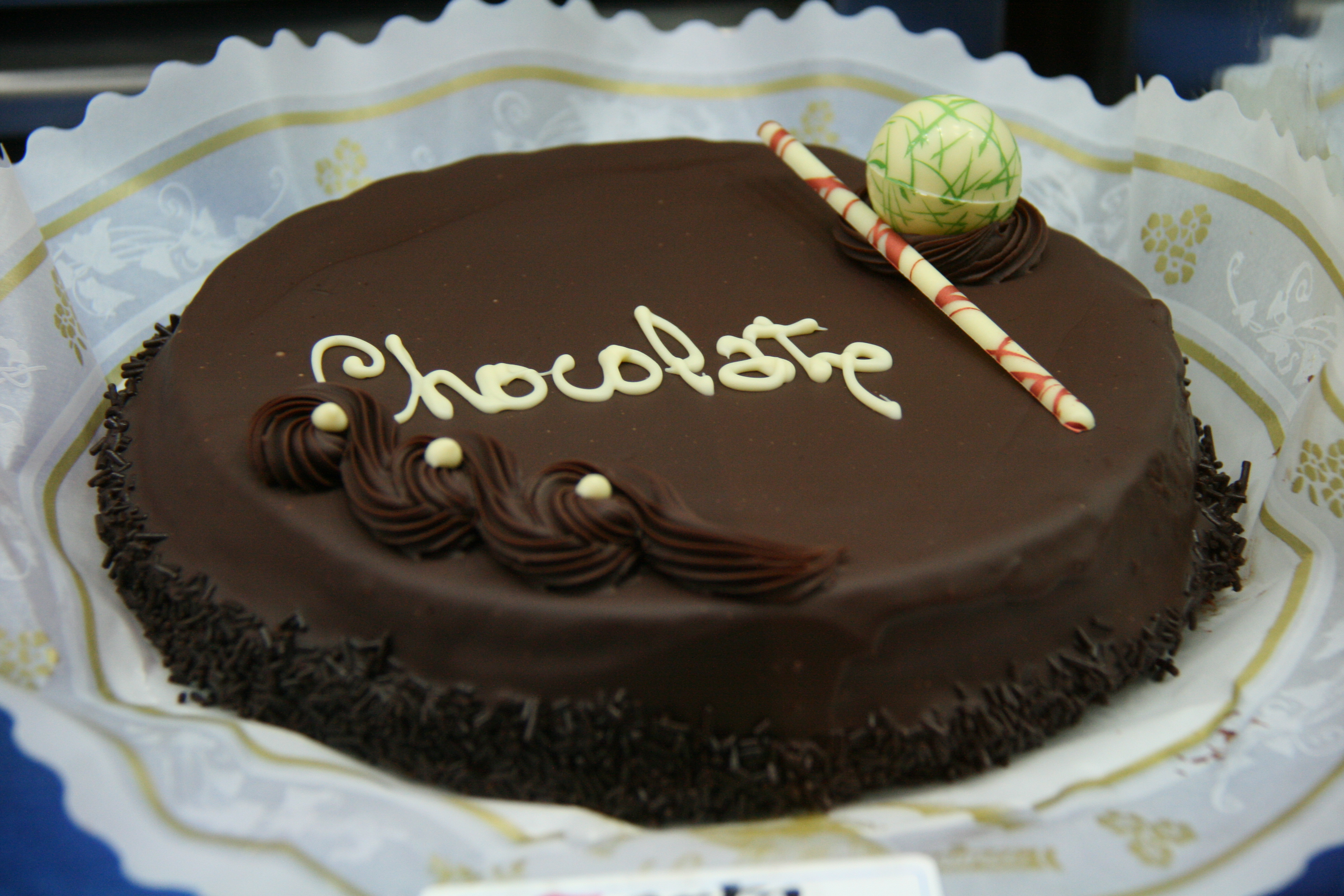
Pastís de xocolata
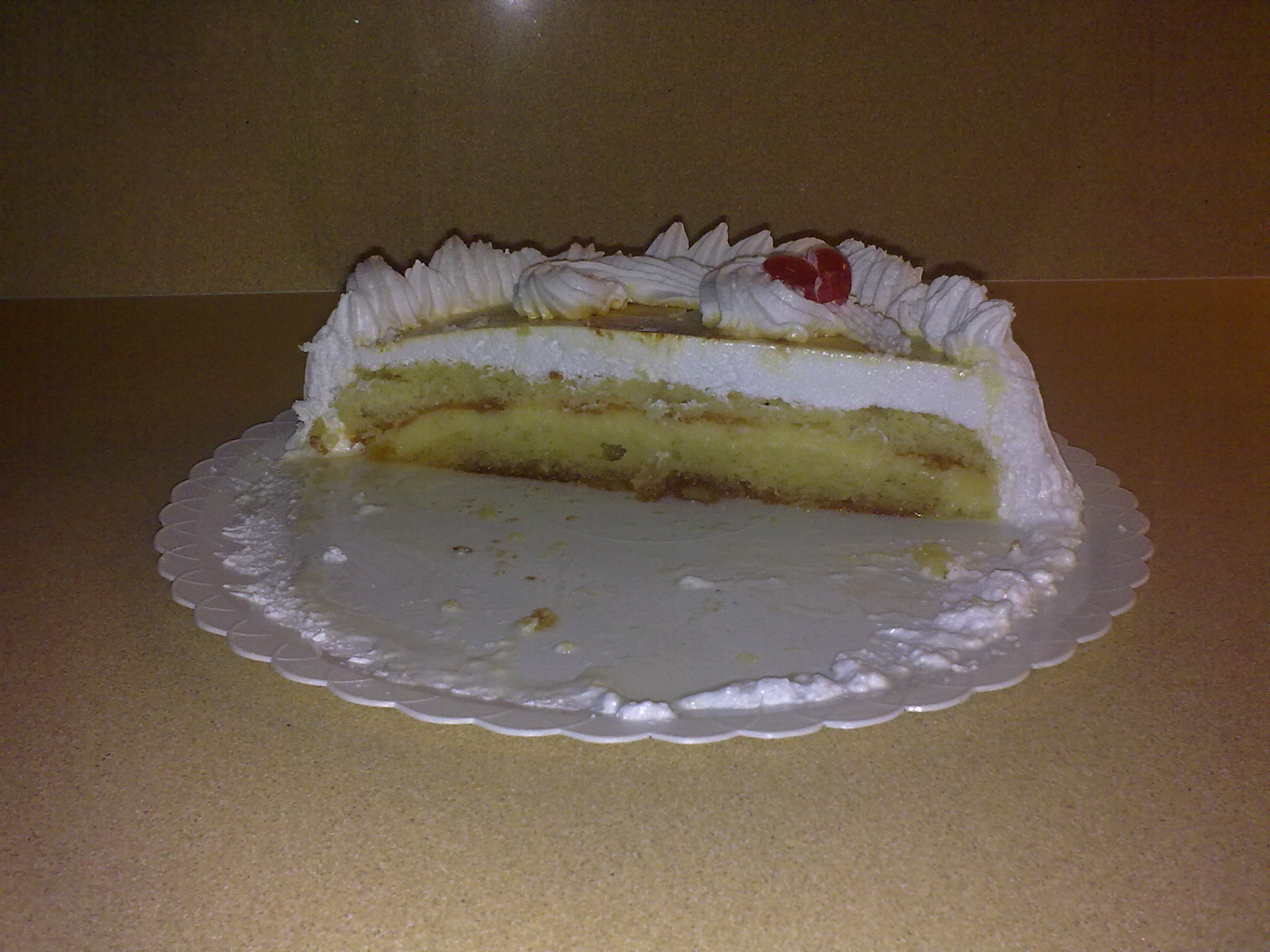
Tarta de  merenga
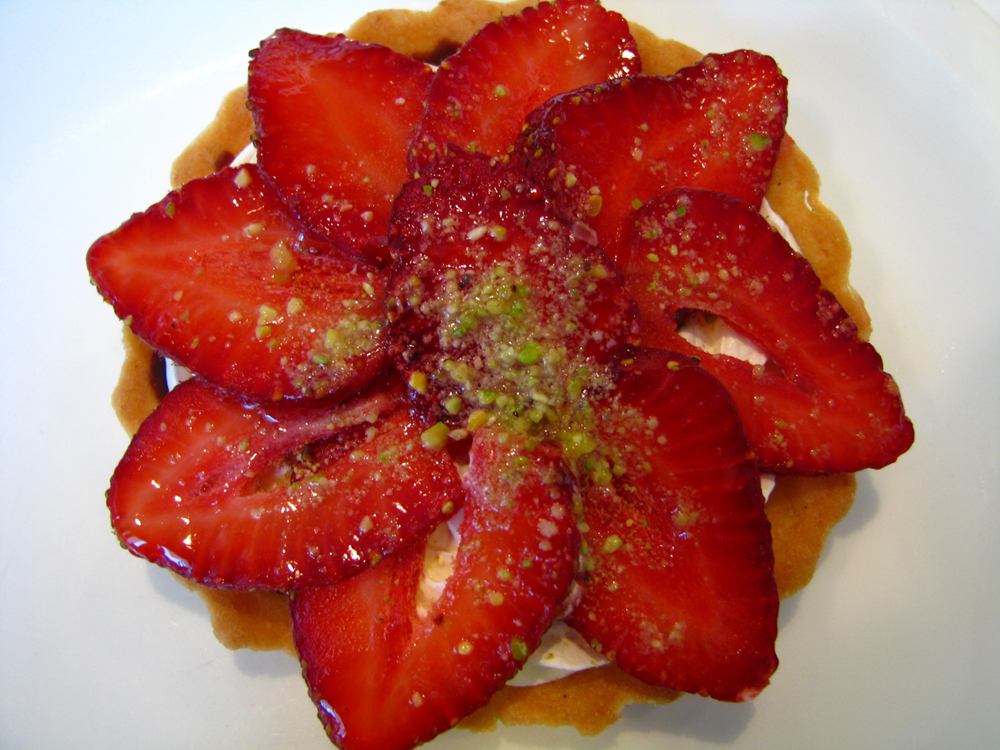
Tarta de maduixes
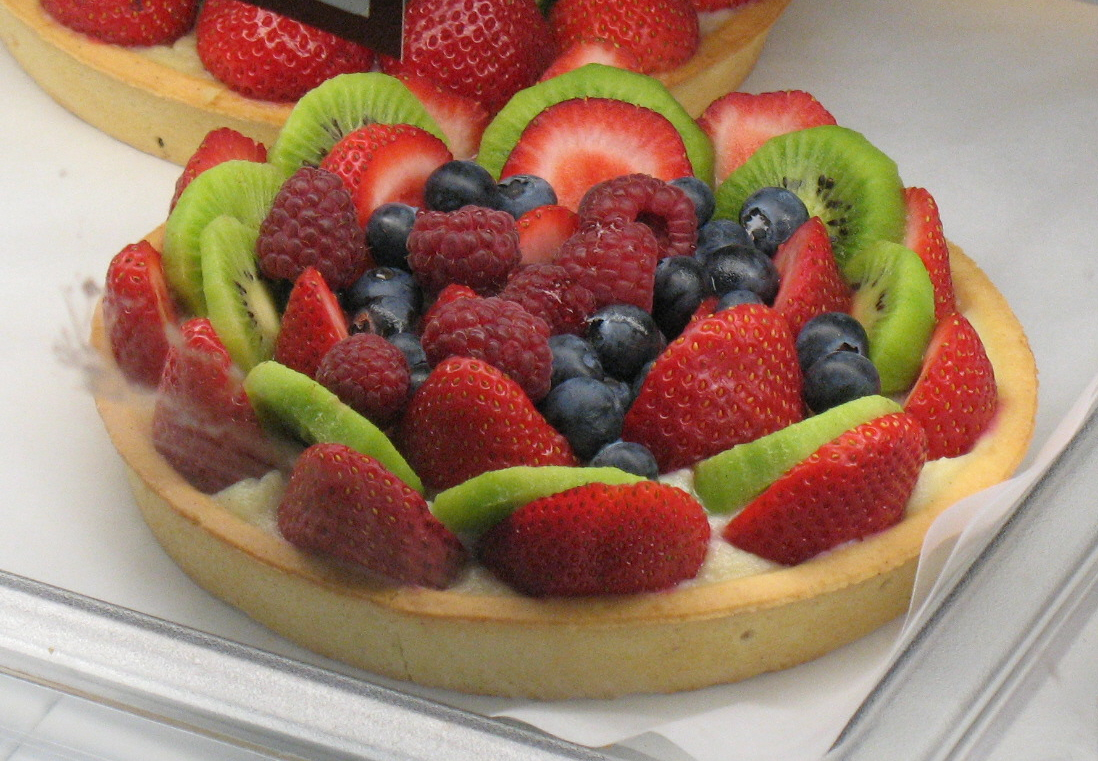
Tarta de maduixes, kiwi i nabius
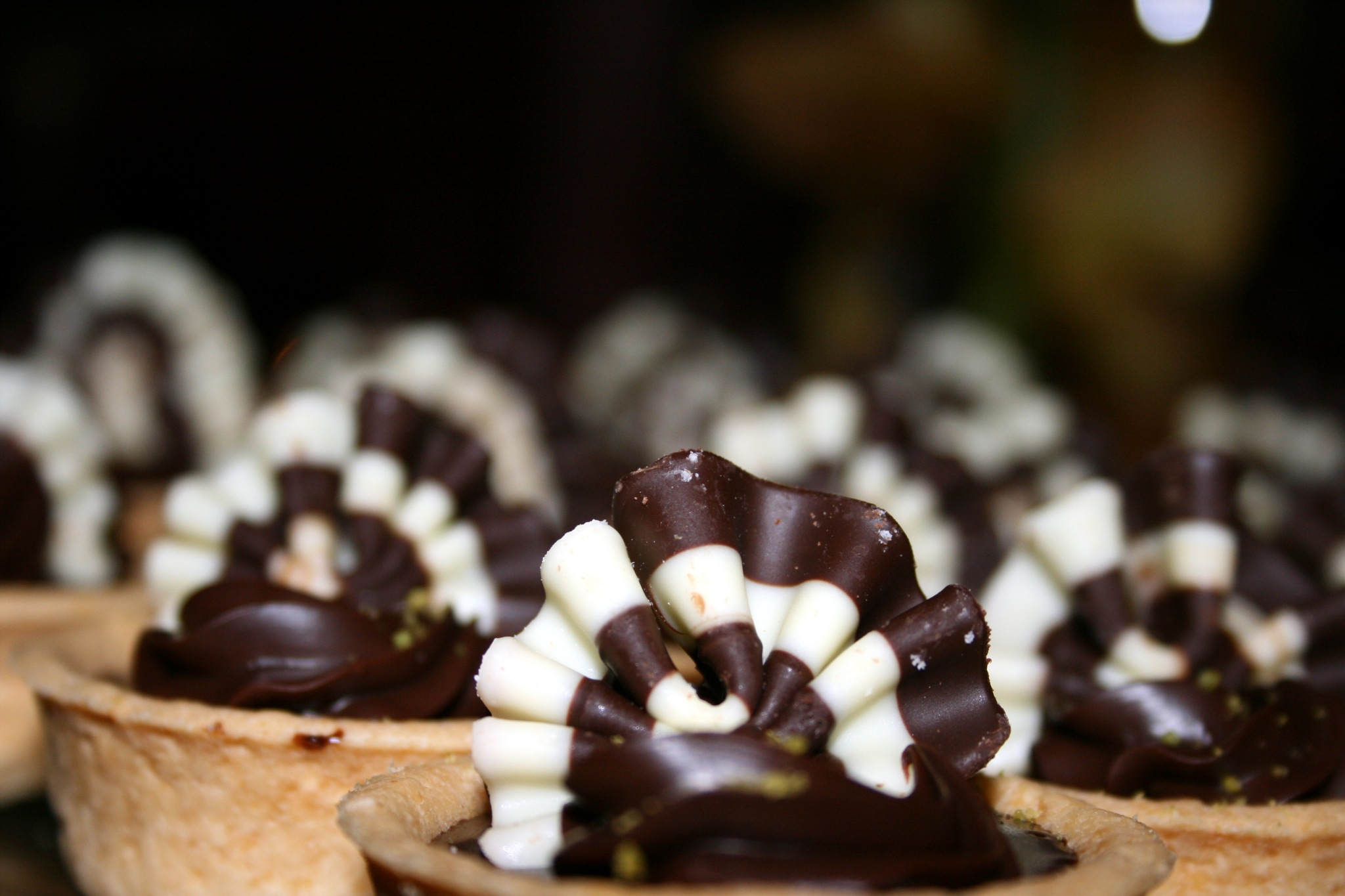
Tarta de xocolata
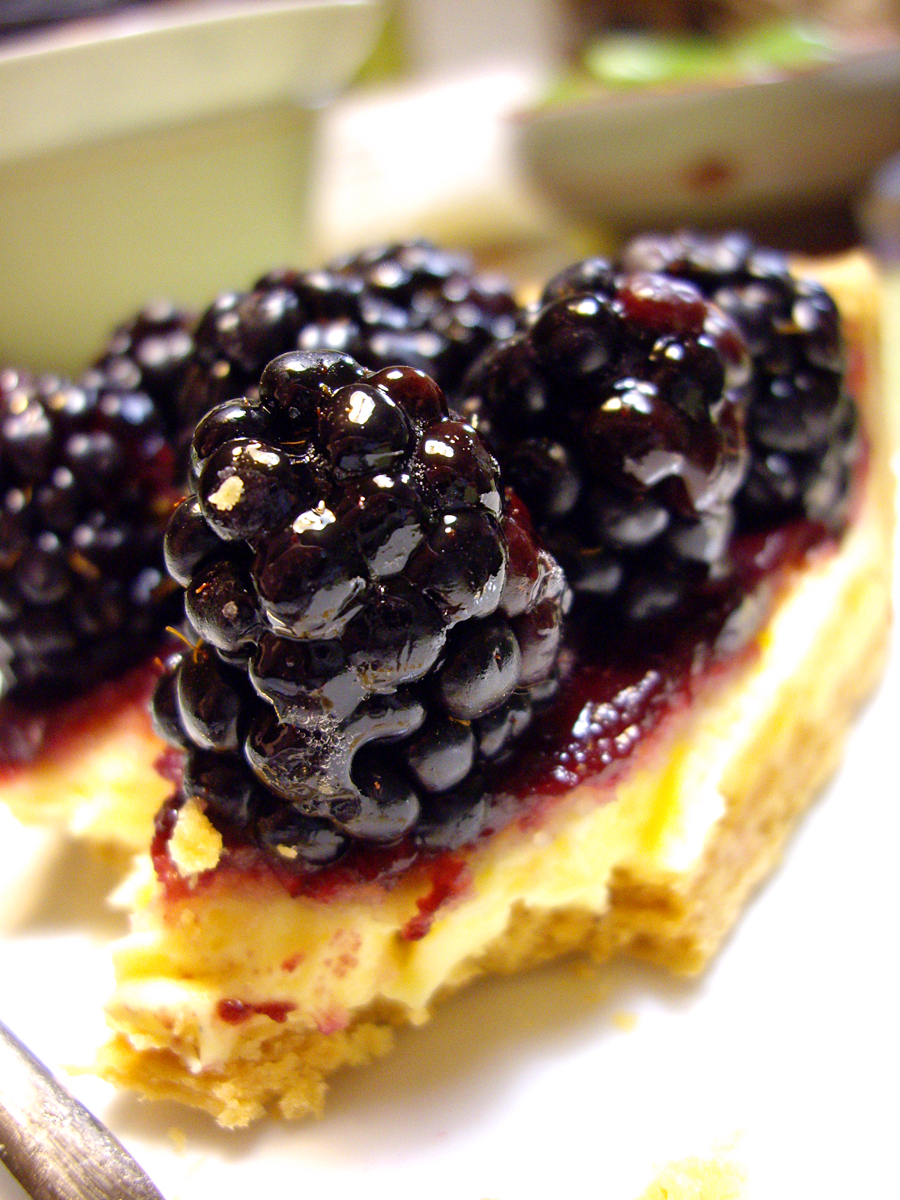
Tarta mexicana de mores
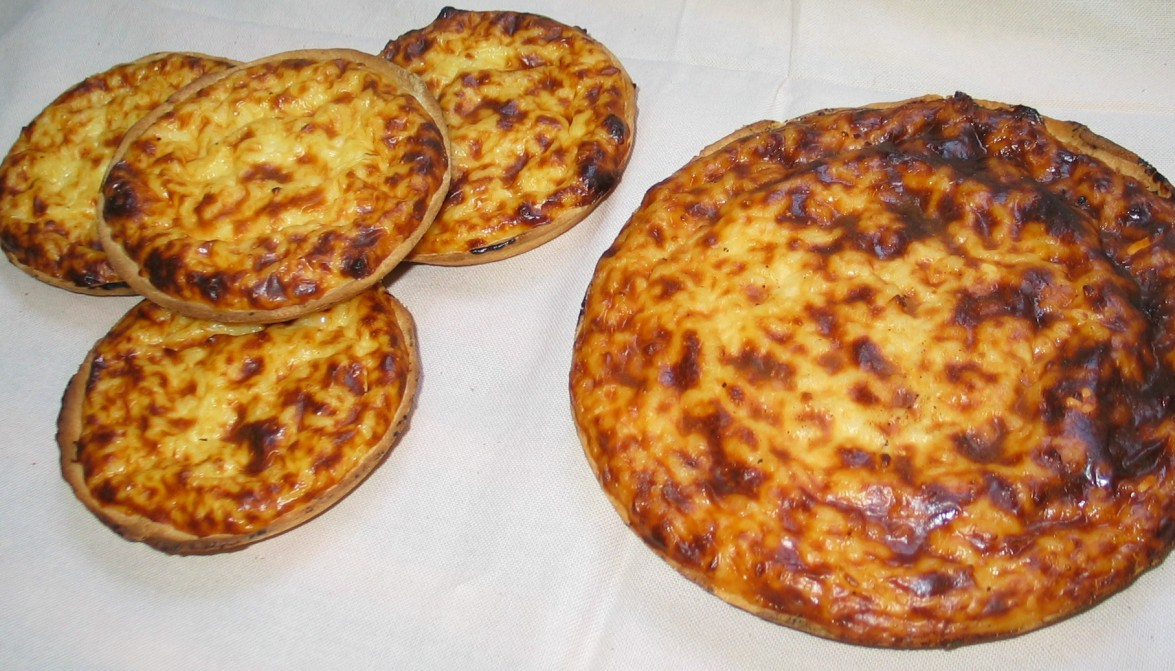
Rijstevlaai (tarta d'arròs limburguesa)
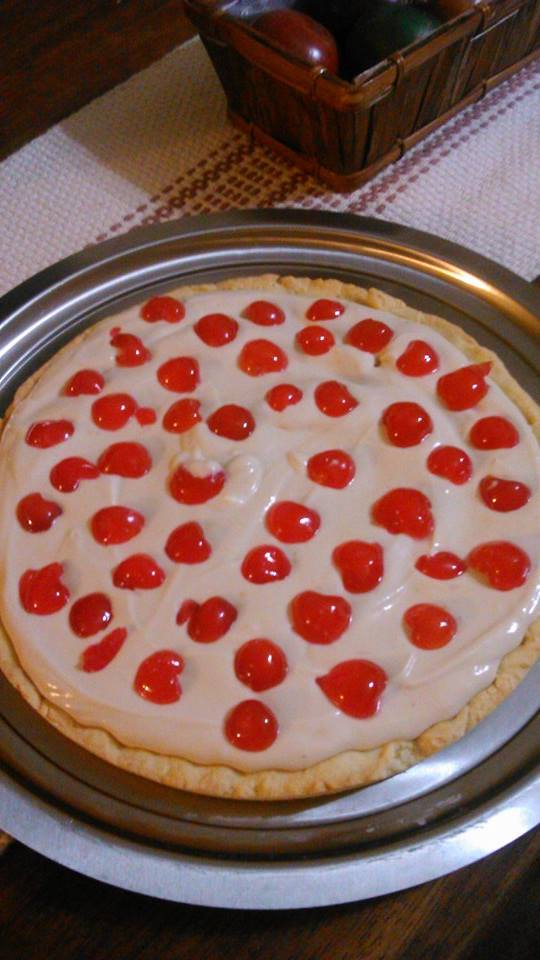
Tarta de cireres amb formatge i crema de llet
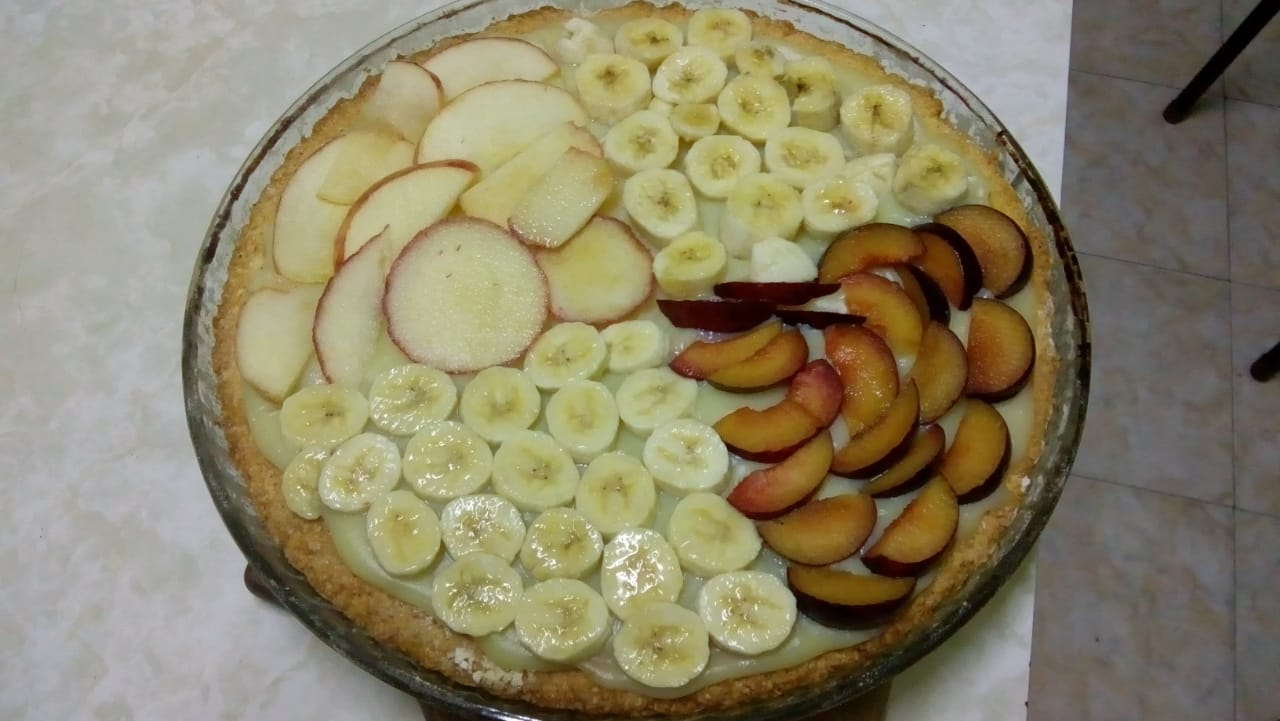
Tarta de puré de fruites amb trossos de banana, cirera i poma.